# Lassi Lappalainen
Lassi Lappalainen (Espoo, 24 agosto 1998) è un calciatore finlandese, attaccante del Columbus Crew.

## Caratteristiche tecniche
È un'ala destra. Pur essendo destro di piede è in grado di giocare su entrambe le fasce ed è in possesso di un'ottima tecnica che lo fa essere pericoloso nell'uno contro uno. Nonostante giochi attaccante è anche molto prezioso in fase difensiva.

## Carriera

### Club
Dopo aver fatto una doppietta nelle qualificazioni di Champions League nell'HJK Helsinki nella partita vinta 3-0 contro l'HB, nel luglio 2019 viene acquistato dal Bologna, per una cifra di 1 milione di euro, venendo subito girato in prestito al Montréal Impact. Esordisce in MLS pochi giorni dopo contro i Philadelphia Union siglando una doppietta, di cui il primo gol dopo soli 4 minuti di gioco.
Il 4 novembre 2020 il prestito viene prolungato sino al 31 dicembre 2021; mentre il 10 dicembre 2021 si trasferisce a titolo definitivo.
L'8 gennaio 2025 viene ingaggiato, da svincolato, dal Columbus Crew.

### Nazionale
Il 10 ottobre 2017 ha esordito con la Nazionale Under-21 finlandese disputando il match di qualificazione per gli Europei Under-21 2019 pareggiato 2-2 contro la Georgia.
L'8 gennaio 2019, esordisce partendo da titolare nella nazionale finlandese gara vinta 0-1 contro la Svezia, mentre il 23 marzo esordisce in una partita ufficiale contro l'Italia.

## Statistiche

### Presenze e reti nei club
Statistiche aggiornate al 28 maggio 2025.
| Stagione           | Squadra            | Campionato         | Campionato | Campionato | Coppe nazionali | Coppe nazionali | Coppe nazionali | Coppe continentali | Coppe continentali | Coppe continentali | Altre coppe | Altre coppe | Altre coppe | Totale | Totale |
| Stagione           | Squadra            | Comp               | Pres       | Reti       | Comp            | Pres            | Reti            | Comp               | Pres               | Reti               | Comp        | Pres        | Reti        | Pres   | Reti   |
| ------------------ | ------------------ | ------------------ | ---------- | ---------- | --------------- | --------------- | --------------- | ------------------ | ------------------ | ------------------ | ----------- | ----------- | ----------- | ------ | ------ |
| 2016               | HJK                | VL                 | 14         | 0          | SC+CdL          | 1+4             | 0+0             | UEL                | -                  | -                  | -           | -           | -           | 19     | 0      |
| lug. 2017          | HJK                | VL                 | 1          | 0          | SC              | 5               | 1               | UEL                | 1                  | 0                  | -           | -           | -           | 7      | 1      |
| 2017               | RoPS               | VL                 | 13         | 4          | SC              | 0               | 0               | -                  | -                  | -                  | -           | -           | -           | 13     | 4      |
| 2018               | RoPS               | VL                 | 26         | 8          | SC              | 5               | 3               | -                  | -                  | -                  | -           | -           | -           | 31     | 11     |
| Totale RoPS        | Totale RoPS        | Totale RoPS        | 39         | 12         |                 | 5               | 3               |                    | -                  | -                  |             | -           | -           | 44     | 15     |
| gen.-lug. 2019     | HJK                | VL                 | 16         | 3          | SC              | 5               | 1               | UCL                | 2                  | 2                  | -           | -           | -           | 23     | 6      |
| Totale HJK         | Totale HJK         | Totale HJK         | 31         | 3          |                 | 15              | 2               |                    | 3                  | 2                  |             | -           | -           | 49     | 7      |
| ago.-dic. 2019     | CF Montréal        | MLS                | 11         | 5          | CC              | 4               | 0               | -                  | -                  | -                  | -           | -           | -           | 15     | 5      |
| 2020               | CF Montréal        | MLS                | 12         | 4          | -               | -               | -               | -                  | -                  | -                  | MISB        | 2           | 0           | 14     | 4      |
| 2021               | CF Montréal        | MLS                | 15         | 1          | CC              | 3               | 0               | -                  | -                  | -                  | -           | -           | -           | 18     | 1      |
| 2022               | CF Montréal        | MLS                | 28+2       | 3          | CC              | 0               | 0               | CCL                | 4                  | 0                  | -           | -           | -           | 34     | 3      |
| 2023               | CF Montréal        | MLS                | 21         | 2          | CC              | 2               | 0               | -                  | -                  | -                  | LC          | 2           | 0           | 25     | 2      |
| 2024               | CF Montréal        | MLS                | 11         | 0          | CC              | 0               | 0               | -                  | -                  | -                  | LC          | 0           | 0           | 11     | 0      |
| Totale CF Montreal | Totale CF Montreal | Totale CF Montreal | 98+2       | 15         |                 | 9               | 0               |                    | 4                  | 0                  |             | 4           | 0           | 117    | 15     |
| 2025               | Columbus Crew      | MLS                | 10         | 1          | -               | -               | -               | CCC                | 0                  | 0                  | LC          | 0           | 0           | 10     | 1      |
| Totale carriera    | Totale carriera    | Totale carriera    | 180        | 31         |                 | 29              | 5               |                    | 7                  | 2                  |             | 4           | 0           | 220    | 38     |

### Cronologia presenze e reti in Nazionale
| Cronologia completa delle presenze e delle reti in nazionale ― Finlandia | Cronologia completa delle presenze e delle reti in nazionale ― Finlandia | Cronologia completa delle presenze e delle reti in nazionale ― Finlandia | Cronologia completa delle presenze e delle reti in nazionale ― Finlandia | Cronologia completa delle presenze e delle reti in nazionale ― Finlandia | Cronologia completa delle presenze e delle reti in nazionale ― Finlandia | Cronologia completa delle presenze e delle reti in nazionale ― Finlandia | Cronologia completa delle presenze e delle reti in nazionale ― Finlandia |
| Data                                                                     | Città                                                                    | In casa                                                                  | Risultato                                                                | Ospiti                                                                   | Competizione                                                             | Reti                                                                     | Note                                                                     |
| ------------------------------------------------------------------------ | ------------------------------------------------------------------------ | ------------------------------------------------------------------------ | ------------------------------------------------------------------------ | ------------------------------------------------------------------------ | ------------------------------------------------------------------------ | ------------------------------------------------------------------------ | ------------------------------------------------------------------------ |
| 8-1-2019                                                                 | Doha                                                                     | Svezia                                                                   | 0 – 1                                                                    | Finlandia                                                                | Amichevole                                                               | -                                                                        | 68’                                                                      |
| 11-1-2019                                                                | Doha                                                                     | Finlandia                                                                | 1 – 2                                                                    | Estonia                                                                  | Amichevole                                                               | -                                                                        | 46’                                                                      |
| 23-3-2019                                                                | Udine                                                                    | Italia                                                                   | 2 – 0                                                                    | Finlandia                                                                | Qual. Euro 2020                                                          | -                                                                        | 70’                                                                      |
| 8-6-2019                                                                 | Tammerfors                                                               | Finlandia                                                                | 2 – 0                                                                    | Bosnia ed Erzegovina                                                     | Qual. Euro 2020                                                          | -                                                                        | 63’                                                                      |
| 11-6-2019                                                                | Vaduz                                                                    | Liechtenstein                                                            | 0 – 2                                                                    | Finlandia                                                                | Qual. Euro 2020                                                          | -                                                                        | 74’                                                                      |
| 8-9-2019                                                                 | Tampere                                                                  | Finlandia                                                                | 1 – 2                                                                    | Italia                                                                   | Qual. Euro 2020                                                          | -                                                                        | 74’                                                                      |
| 15-10-2019                                                               | Turku                                                                    | Finlandia                                                                | 3 – 0                                                                    | Armenia                                                                  | Qual. Euro 2020                                                          | -                                                                        | 61’                                                                      |
| 29-5-2021                                                                | Solna                                                                    | Svezia                                                                   | 2 – 0                                                                    | Finlandia                                                                | Amichevole                                                               | -                                                                        |                                                                          |
| 16-6-2021                                                                | San Pietroburgo                                                          | Finlandia                                                                | 0 – 1                                                                    | Russia                                                                   | Euro 2020 - 1º turno                                                     | -                                                                        | 75’                                                                      |
| Totale                                                                   |                                                                          | Presenze                                                                 | 9                                                                        |                                                                          | Reti                                                                     | 0                                                                        |                                                                          |

## Palmarès

### Club
- Canadian Championship: 2

Montreal Impact: 2019, 2021